# シーアンドエイチ
シーアンドエイチ（C&H）は、2012年まで活動のあった日本のアイドルイメージビデオメーカー。

## 概要
シーアンドエイチ（C&H）とはCUTIE & HONEY（キューティー&ハニー）の略。
ソフト・オン・デマンドグループ内唯一のアイドルイメージビデオ専門メーカー。2004年10月にソフト・オン・デマンド流通で販売を開始。
メーカー発足当初は、POPでギリギリの「CUTIE」、おしゃれヌードの「HONEY」をキャッチコピーに、着エロパートとヌードパートにそれぞれ1人ずつが出演しているカップリング構成だった。当時はあまりなかった携帯電話によるファン投票制を実施し、ファンの人気が高い女の子がデビューするという形が画期的だった（ゆえに、エントリーしている女の子の大半がデビュー前、もしくはほぼ新人に近いアイドルだった）。当時の出演アイドルには藤原ななこ、秋葉やすこなどがいた。
しかし2005年春頃からはカップリング構成をやめ、着エロの「CUTIE」レーベル、ヌードイメージの「HONEY」レーベルにそれぞれ分けリリース。一時はリリースが不安定だったが、2006年以降毎月1タイトルが発売され、上記2レーベルに加え「我路キューティー」（巨匠会田我路専門レーベル）「ナイショ」の2レーベルを加えた4レーベルをもち、2007年11月現在までに約30本の作品が世に出ている。
過去に出演しているアイドルは上述の2人に加え、「CUTIE」では次原かな、小口もな美、吉川麻衣子など、「HONEY」では綾瀬美緒（後にSODクリエイトよりAVデビュー）、倖田梨紗などがいる。フィットワン（芸能プロダクション）系列所属のタレントが多いのも特徴。ちなみに2007年11月に爆乳新人田中瞳が「ナイショ」レーベルよりデビュー、スマッシュヒットを記録している。
作品の特徴としてはあくまで着エロ、ヌードイメージではあるが、あまり過激路線ではなく、タレントをかわいく綺麗に撮ることをメインとしている。しかしこの手のジャンルに必要なエロさはあり、出演タレントのセクシーさ、エロさは十分に引き出しており、数多くあるアイドルイメージビデオメーカーの中でも、そのクオリティはきわめて高い。
2012年発売の『初物 NO.2 野乃』を最後に、作品のリリースはない。スタッフによるTwitetrのツイートは2014年、リツイートは2015年まで少しあった。

## 主な出演タレント一覧
- 藤原ななこ（藤原七虹）
- 宮沢あいり
- 秋葉やすこ
- 真尋
- 宮川由起子
- 小口もな美
- 次原かな
- 吉川麻衣子
- 倖田梨紗
- 香島アヤ
- 後藤梨花
- 春奈美帆
- 桃瀬麻美
- 麻美ゆま
- 相澤亜希
- きこうでんみさ
- 田中瞳
- 小池凛
- 未来 (グラビアアイドル)
- 紺野ミク
- しとみ寧華